# اینتراکام
اینتراکام (انگلیسی: Intracom) شرکت خوشه‌ای آمریکایی است، که در سال ۱۹۷۷ تأسیس شد.